# 10947 Kaiserstuhl
10947 Kaiserstuhl è un asteroide della fascia principale. Scoperto nel 1960, presenta un'orbita caratterizzata da un semiasse maggiore pari a 2,3649633 UA e da un'eccentricità di 0,1785267, inclinata di 4,95996° rispetto all'eclittica.